# Grupparbete

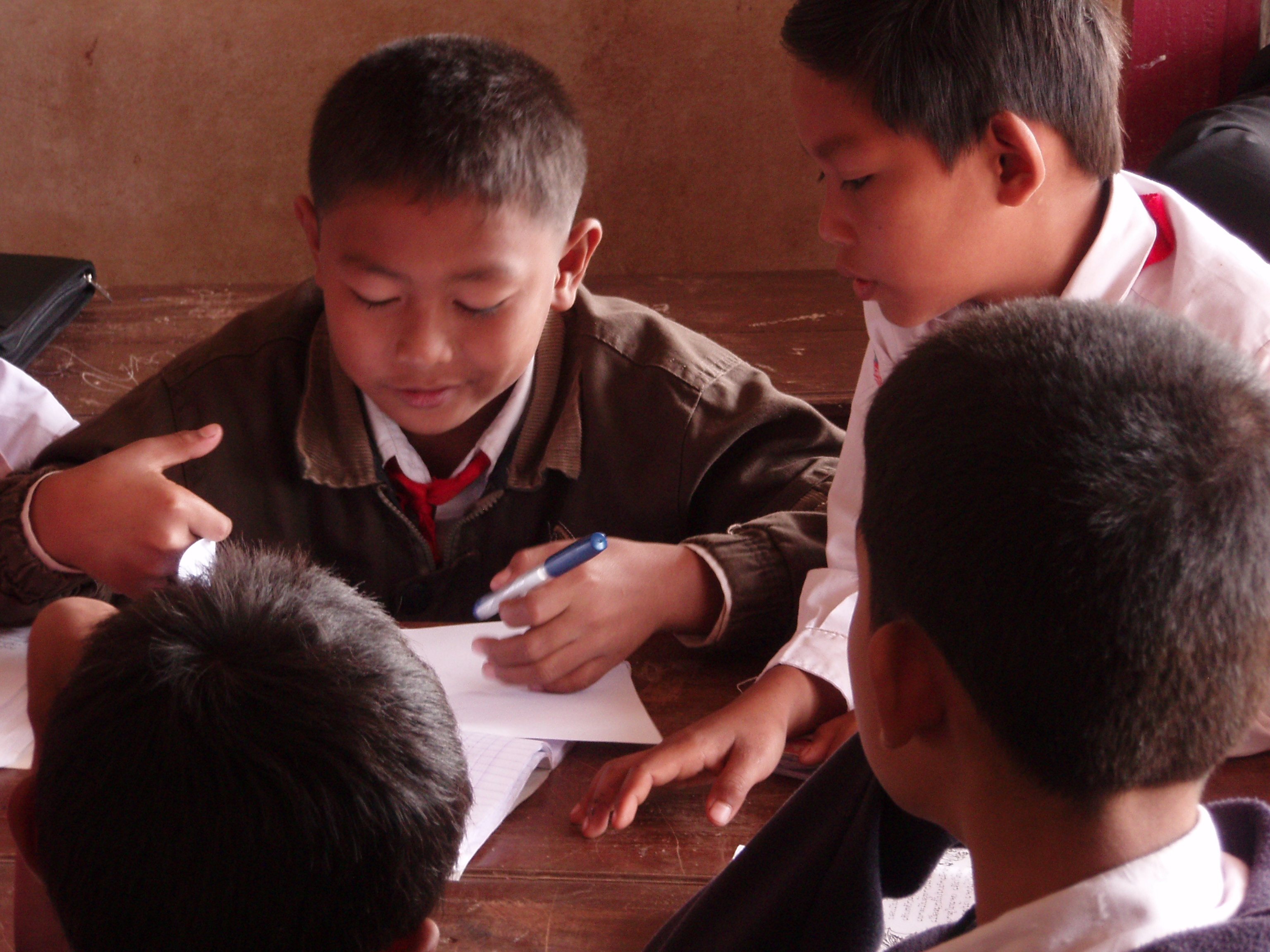
Grupparbete i skolan.

Grupparbete är en arbetsuppgift som utförs av medlemmar i en grupp tillsammans, ofta i en inlärningssituation där uppgiften principiellt hade kunnat lösas individuellt. Det är ett ofta utnyttjat arbetssätt i skolans värld eftersom eleverna inte bara inhämtar kunskap under arbetets gång utan förhoppningsvis också tränar på att samarbeta.
Grupparbete kan antingen syfta på samarbetet (processen) eller resultatet. Inom yrkeslivet kallas de som samarbetar om en gemensam arbetsuppgift för arbetslag eller arbetsgrupp.

## Källhänvisningar
1. 1 2  "grupparbete". NE:s ordbok. Läst 29 januari 2015.
2. ↑   arbetsgrupp i Nationalencyklopedins nätupplaga. Läst 29 januari 2015.